# Татарська Пішля
Татарська Пішля́ (рос. Татарская Пишля, ерз. Татарская Пишля) — село у складі Рузаєвського району Мордовії, Росія. Адміністративний центр Татарсько-Пішлинського сільського поселення.

## Населення
Населення — 3271 особа (2010; 3223 у 2002).
Національний склад (станом на 2002 рік):
- татари — 73 %

## Персоналії
- Меняльщіков Саїд Джиганович (1936—2000) — художник, художник-постановник ігрового кіно.